# 知識集約型産業
知識集約型産業（ちしきしゅうやくがたさんぎょう 英: knowledge-intensive industry）とは経済学用語の一つ。存在している産業の中でも人間による知的生産による業務の割合が大きい産業のことを知識集約型産業と言う。

## 概要
現代の日本ではファインケミカル、機能性高分子、医薬品の開発やソフトウェアの開発、集積回路の設計、マーケティング、デザイニング、宇宙開発、建築設計、コンテンツ産業などが知識集約型産業とされている。
知識集約型産業は一般的に高付加価値で先端的な設備を要し、特許法など、知的財産権の保護がなければ存続し得ないため、先進国に多く見られる。専門的な知識、技能を有する人材を要するため、一種の労働集約型産業ともいえる。